# X-Vision
X-Vision est un groupe de neo metal "agressif" français, originaire de Metz, en Lorraine. Leurs principales influences sont des groupes tels que Machine Head, Pantera ou encore Meshuggah.

## Biographie
X-Vision est formé en 1998 à Metz, en Lorraine. À ses débuts, le groupe se distingue de par ses sélections aux concours Onde de Choc, Festival Rock Lycée ou encore grâce à son titre de Sélection du mois par le label virtuel Universal Music. Entre 1999 et 2000, le groupe enregistre et publie deux démos intitulées  Radikal et Unreal, respectivement. En 2002 sort leur premier EP auto-produit, intitulé [Confused], en format digipack.
En mai 2004, X-Vision publie son premier album studio, intitulé Time of the New Slavery, aux labels Slalom Music et Night and Day. Il fait participer Stéphane Buriez, Manu le Malin (du groupe techno hardcore Palindrome), et Chris de Do or Die.
Au début de 2005, le groupe joue en tête d'affiche au Glaz'art de Paris aux côtés de Sybreed, Leiden, et Dry Silence. En 2007, le groupe publie son deuxième album studio, So Close, So Far, produit par Stéphane Buriez et Christophe Edrich, et mixé par Stéphane Buriez. L'année 2009 marque la fin d'une époque, Pierre Pauly (chant) décide, pour raisons professionnelles, de quitter le groupe. Après plusieurs mois de recherches, Vincent Georgetti le remplace officiellement dans le groupe.
En juillet 2010, Simon Muller devient le nouveau guitariste à la suite du départ de Nicolas Séguin. Le groupe annonce sa séparation le 23 mai 2013.

## Membres

### Derniers membres
- Vincent « Vince » Giorgetti - chant (2009–2013)
- Christophe « Chris » Edrich - guitare (2000–2013)
- Simon Muller - guitare (2010–2013)
- Arnaud « Arno B » Marion - basse (?–2013)
- Arnaud « Nes » Ferveur - batterie (?–2013)

### Anciens membres
- Nicolas « Guino » Séguin - guitare (2001-2010)
- Pierre Pauly - chant (2001-2009)
- Julien « Gramophoner » Floria - samples, scratches (2001-2007)

## Discographie
- 1999 : Radikal (démo)
- 2000 : Unreal (démo)
- 2002 : [Confused] (EP)
- 2004 : Time of the New Slavery
- 2007 : So Close, So Far